# Чамдзрала
Чамдзрала (груз. ჩამძვრალა) — село в Грузії.
За даними перепису населення 2014 року в селі проживає 466 осіб.